# Gorgija (Platon)
Gorgija (tudi Gorgias; grško: Γοργίας; podnaslov: o govorništvu; kratica: Grg) je Platonov sokratski dialog, v katerem je v ospredju dinamična polemika med sofistiko (tudi govorništvo, retorika) in filozofijo. Sokrat, glavni protagonist dialoga in Platonov lik filozofa, je odkrito nasproten govorništvu kot veščini (τέχνη). Gorgija, Polos in Kalikles, predstavniki sofistike v tem dramskem dialogu, se branijo pred Sokratovimi ironičnimi opredelitvami govorništva in poskušajo ubraniti ugled svoje veščine pred filozofovimi podtikanji. Govorništvo se je v starih Atenah kot tudi širom antične Grčije uporabljalo v politične, pravne in ceremonialno religiozne namene (npr. hvalnice bogovom in olimpijskim zmagovalcem). Govorništvo so poučevali sofisti, potujoči govorniki, ki so posameznike v zameno za bogato plačilo poučevali govorniških spretnosti javnega zagovarjanja pred sodišči, obrambe pred političnimi obtožbami in zagovora političnih interesov svoje politične stranke. Najbolj znana sofista prve generacije, ki sta hkrati generacijska sodobnika Sokrata in naslovna protagonista dveh Platonovih dialogov šeste tetralogije, sta Protagora in Gorgija. 

## Sofistika in govorništvo
Razlikovanje govorništva in sofistike lahko povzamemo z besedami: »Vsak sofist je govornik, ni pa vsak govornik sofist.« Sofist je učitelj govorništva, ki ima ontološko zavedanje o relativnosti resničnosti, za govornika pa ni nujno, da se zaveda filozofskega ozadja v vsakdanji javni rabi svoje naučene veščine. Pomena besed nista strogo razmejena, čeprav Platon na enem mestu v Gorgiju posredno razlikuje med rabo sofistike in govorništva na mestu, kjer razpravlja o oblikah prilizovanja. Sofistiko naveže na sprejemanje zakonov, govorništvo na vsakdanjo pravosodno prakso. Zgodovinsko gledano so bili sofisti tisti, ki imajo največje zasluge za uspeh govorništva v javnem življenju atenske politike in družbe, ki pa politično gledano ni delovalo vedno najbolj preudarno (npr. atenska kazenska ekspedicija na Sicilijo v Peloponeški vojni). Politično breme, da so bile Atene za časa Platona zgolj senca minule slave, Platon posredno pripiše tudi demagoškim elementom demokracije in govorništvu kot pedagoški praksi demokracije.
Govorništvo vseskozi ostaja okvirna tema dialoga, a ga mestoma zasenčijo zanimive stranske teme še posebej v delu dialoga, kjer je Sokratov sogovornik protoničejanski Platonov lik Kalikles.

## Dramska zasnova dialoga
Dramski liki v dialogu so: 
- Sokrat, lik filozofa;
- Hajrefont, Sokratov družabnik;
- Gorgija, eden najpomembnejših sofistov, govornikov;
- Polos, Gorgijev učenec, manj spreten Sokratov izzivalec;
- Kalikles, Gorgijev učenec, spretnejši Sokratov izzivalec.

Dramsko okolje dialoga je neki javni prostor na atenski agori, mogoče tudi Kaliklesov dom , kjer je v gosteh Gorgija, popotni sofist, ki je kot mnogi drugi sofisti govorniške veščine proučeval v zameno za denar. Politični čas dogajanja okvirno sodi v t. i. zlato dobo atenske demokracije, ko so bili sofisti politično daleč najvplivnejši sloj izobražencev.
Sokrat in Hajrefont prideta post festum na Gorgijevo predavanje o veščini govorništva. Z uvodnimi pobudami doseže Sokrat nadaljevanje razprave o samem bistvu govorništva, namreč kakšna veščina je govorništvo in kako bi ga pravilno opredelili. Začetno otipavanje nasprotnikov v primerjalnem iskanju pravilne opredelitve govorništva pripada Sokratovemu družabniku Hajrefontu in Gorgijevemu manj veščemu učencu Polosu. Polos poda izhodiščno definicijo govorništva (najlepša izmed veščin), ki pa je nezadostna, saj odgovarja nebistveni zunanji lastnosti. Po Sokratovem izzivanju, kaj je in ne kakšno je govorništvo, je prisiljen v razgovor poseči Gorgija, ki privoli na Sokratovo pobudo, da bo čim krajše in zgoščeno odgovarjal na njegova vprašanja .

## Opredelitve govorništva (448d - 461b)
Prve opredelitve govorništva se nizajo od pomanjkljivih in krožnih opredelitev: »Govorništvo je veščina, ki se ukvarja z govorom.« Beseda »govor« je neposreden prevod besede »logos« (λόγος, množina λόγοι), s čimer je poudarjena neposredna soudeleženost in konfliktnost interesov med filozofijo in sofistiko v dejavnosti govorništva, saj predstavlja obema glavno sredstvo pri prepričevanju v utemeljenost svojih argumentov govor, a vendar obstajajo med sofistiko in filozofijo odločujoče razlike. V Gorgijevem popravku prve opredelitve je govorništvo  »veščina, ki ima avtoriteto s pomočjo govora (λόγος)« in kot tako sodi med »največje in najboljše izmed vseh človeških zadev«. Sokrat vodi dialog vseskozi na ravni svoje prepoznavne ironije s postavljanjem banalno preprostih primerov ostalih veščin (zdravilstva, trgovine, astronomije) ter se postopoma približuje vedno polnejši opredelitvi govorništva, ki je povezano s političnim delovanjem v polisu. Človek, vešč govorništva, je sposoben z govori prepričati sodnike na sodišču, svètnike v svetu petstotih, kot tudi v katerem koli drugem javnem zboru. Poleg sodišč je bila veščina govorništva nujna v tgovini pri barantanju za ceno blaga, pri iskanju političnih zavezništev in hujskanju proti političnim nasprotnikom, prav tako tudi v govorih v čast zmagovitim olimpijcem, bogovom, vojskovodjem. Sokrata v nadaljevanju zanima, kako bi Gorgija opredelil to prepričanje, ki izhaja iz govorništva, saj se tudi ostale veščine, kot so aritmetika, slikarstvo in zdravilstvo ukvarjajo vsaka s svojo obliko prepričevanja. Sokrat Gorgija privede v strinjanje, da obstajata dve obliki prepričanj: prvo, ki povzroča verjetje brez vednosti, in drugo, ki povzroča védenje. Govorniška veščina se ukvarja s prvo obliko prepričanj, ki zbujajo verjetje ne pa védenja. Primer:  od sofistov poučen in vešč govornik zna prepričati sodnike-porotnike v poštenost svojega podjetja kljub temu, da je v resnici ogoljufal osebo, ki ga toži. Toda kljub temu se zgodi, da slednji, tožnik v sodbi izgubi svoje premoženje (sužnje, oljke), ker navkljub pozvananju zakonov ni znal oziroma ni bil sposoben prepričati sodnikov o goljufiji prvega. Poznavanje zakonov še ne zadostuje za zmago pravičnega in obsodbo krivičnega pred sodiščem. Porotnike-sodnike se ne prepričuje s poznavanjem zakonov, pač pa z govorniško spretnostjo, ki goljufa pokaže kot žrtev, žrtev pa kot goljufa.
Neveščost v govorništvu je za Atence pomenilo isto kot neizobraženost. To dokazuje tudi Platon, ko skozi začetne primere poučevanja v aritmetiki, slikarstvu in telovadbo, prehaja na za atensko družbo najbolj pomembno pedagoško veščino: govorništvo. A problem, ki ga dojame Sokrat, je v tem, da govorniki ne poučujejo z namenom priti do resničnega spoznanja, védenja, pač pa z namenom lažno prikazati kot resnično, krivično pa kot pravično in obratno. Govornik zna biti bolj preprečljiv pred množico od strokovnjaka samega. Gorgija se strinja s tem, da je spretnost govornika v tem, ko prelisiči strokovnjaka brez da bi vedel kaj o snovi in se množica prej strinja z govornikom kot pa samim strokovnjakom. Vendar se Gorgija brani pred Sokratovimi podtikanji s primerom, da če učenec, ki se je naučil borilne veščine, začne pretepati starše in prijatelje, tega ni kriv učitelj, ki ga je naučil boksati. Tako se tudi veščina, kot je govorništvo uporablja razsodno in pošteno proti sovražnikom in nasprotnikom, ne pa proti prijateljem in zaveznikom. Govorništvo se po Gorgijevem stališču poučuje v pravično rabo, za izkrivljanja so krivi neodgovorni posamezniki, ki se skušajo s to veščino okoristiti. 
Z argumentom o pravični rabi govorništva se ujame Gorgija v Sokratovo past: Gorgija sam sebi zahaja v protislovje, ker trdi, da lahko govornik govorništvo uporablja pravično in krivično hkrati. Toda kljub temu ostaja Sokrat previden in sam razkrije nasprotno past govornikov, preden bi se ujel vanjo: namreč, da si v izpraševanju Gorgija prizadeva za zmago, ne pa za resnično spoznanje. Če bi namreč Sokrat zmagal v razpravi, bi njegovi nasprotniki zrelativizirali Sokrata, da si je kot govornik v besednem obračunu prizadeval za zmago nad svojimi nasprotniki. Zato se Sokrat sam raje v naprej postavi med tiste, ki so v razpravi zavrnjeni, kot pa da zmaguje za vsako ceno. Gorgija mu pritrdi, a se ravno zaradi tega ironičnega manevra ujame v protislovje. Pobudo za nadaljevanje razprave prevzame Polos, sofist mlajše generacije, ki se je pripravljen distancirati od pravičnih namenov starejše generacije sofistov in ugovarjati Sokratu v, po Polosovem mnenju, neotesano prenagljenih zaključkih.

## Razprava s Polosom (461b - 481b)
Sokrat postavi v burni razpravi s Polosom ironično definicijo govorništva, ki je povsem v nasprotju s politično realnostjo atenske demokracije, v kateri so imeli govorniki velik politični in družbeni vpliv. Govorništvo definira kot eno od oblik oziroma delov prilizovanja, ki ga ima v nasprotju z Gorgijem in mnenji sofistov za nekaj grdega. 'Delov prilizovanja' s tem ozirom, da govorništvo ni edina oblika prilizovanja. Sokrat našteje štiri oblike prilizovanja: kuharstvo, kozmetiko, sofistiko in govorništvo, vsako od teh oblik prilizovanja, ki si prizadeva zgolj za ugodje, na pa za najboljše, postavi v dihotomične pare: kuharstvo proti zdravilstvu, kozmetiko proti telovadni veščini, sofistiko proti zakonodaji in govorništvo proti pravosodju. Kuharstvo, kozmetika, sofistika in govorništvo naj bi po Sokratu ugajali ljudem s prilizovanjem. Telovadni strokovnjaki kaj je za telo najboljše, da je zdravo, strokovnjaki vešči kozmetike pa lahko telo ne najboljšega zdravja napravijo tako, da izgleda kakor zdravo. Podobni obliki prilizovanja, ki pa zadevata najboljše v človekovi duši (ψυχή) sta govorništvo in sofistika, ki lahko slabega človeka prikažeta kot dobrega. 
Kot da Polosu to ne bi bilo že dovolj, Sokrat svoje izzivanje nadgradi še s tezo, da imajo govorniki najmanj moči med vsemi prebivalci polisa. Protislovje ne bi moglo biti bolj očitno, saj je politična praksa kazala ravno nasprotno: govor lahko nekoga razlasti premoženja, obsodi na smrt ali pa na izgnanstvo (ostrakizem). Politična praksa kaže, da ima govorništvo v atenskem polisu politično moč, po Polosovem mnenju celo tiransko politično moč. Platon brez zadržkov naveže govorniško prakso demokratičnih Aten s slabimi tiranskimi režimi, toda ne z namenom, da bi iz govorništva napravil strašilo (logična zmota ignoratio elenchi), ki bi ga potem z lahkoto zavrgel. Tisto, kar veže govornike in tirane, ne zadeva toliko politike kot same utemeljenosti političnega delovanja na prizadevanju za dobrem. V razpravo namreč Sokrat naveže poznavanje dobrega, vendar na tem mestu še ne gre za idejo Dobrega iz kasnejšega dela Država (Politeja). 'Dobro' v strinjanju s Polosom omeji zgolj na politični vidik: imeti politično moč je nekaj dobrega za tistega, ki jo ima. A za Sokrata imajo tako govorniki kot tirani zelo malo moči v polisih ravno iz razloga, ker niso nosilci védenja o tem, kaj je dobro, najboljše za polis. Govorniki želijo ugajati poslušalcem, seveda ne vsem, pač pa svoji politični stranki, tirani želijo ugajati samim sabo, nikakor pa ne svojim političnim nasprotnikom, za katere se jim zdi dobro, da jih preganjajo, morijo in si lastijo njihovo premoženje. 
Polosu se govorniki in tirani, ki se okoristijo z nemočjo šibkejših, ne zdijo pomilovanja vredni. Prej nasprotno. V diktaturi doseže tiran premoč nad nasprotniki tudi s spornimi metodami (umor, razlastitev, ipd.), a za tirana so te metode dobre, ker utrjujejo njegovo oblast. Polos Sokrata ad hominem obtoži, da je kvečjemu nevoščljiv tiranu ali pa govorniku, ker sam nima takšne oblasti nad ljudmi, da bi odločal o njihovem življenju ali smrti. Sokrat kategorično zavrne to podtikanje z moralno maksimo, da je »krivico bolje trpeti kot pa jo prizadajati«. V primeru tirana, ki po krivici mori svoje nasprotnike, je za Sokrata tiran bistveno bolj nesrečen od tistega, ki mora po krivici umreti. Polos je ta nevsakdanja trditev nekoliko vprašljiva, saj vsakdanja praksa kaže, da so lahko srečni mnogi ljudje, ki ravnajo krivično. Kot sodoben primer Polos opiše vzpon makedonskega kralja Arhelaja na oblast, ki je kot sin kralja in njegove sužnje umoril strica, nečaka in polbrata, vse, ki so bili po njihovi postavi bolj upravičeni do prestola, kot pa on sam, ki mu je šel zgolj družbeni status sužnja. Po Sokratu je Arhelaj najnesrečnejši izmed vseh Makedoncev, toda Polos trdi, da dejstva kažejo drugače: Arhelaj je primer tirana, ki je pri vzponu na oblast šel preko trupel in uživa koristi oblasti in razpolaganja s politično močjo, kamor je všteto tudi odstranjevanje nezaželenih nasprotnikov. Primer Arhelaja je zato za Polosa primer krivičnega, a vendarle srečnega človeka. Še več: Polos poskuša na vsak način izvabiti iz Sokrata strinjanje, da je tisti, ki se je preko trupel povzpel na oblast in je zdaj deležen vseh časti, srečnejši kot pa njegove žrtve. Pravi, da Sokrat noče priznati sreče tiranov, sam pa je prepričan, da bi Sokrat v podobni situaciji ravnal isto kot Arhelaj. To Polosovo kleveto prišteje Sokrat med zelo nizke udarce, saj se mimo tega, da bi sam razsojal o svoji moralni drži, raje sklicuje na ugledne priče, ki so pripravljena zavreči Polosova podtikanja o Sokratu. 
Sokrat primer o nesrečnosti krivičnega človeka, ki je za Polosa v bistvu sreča, radikalizira s provokativno tezo, da je krivičen človek nesrečen, toda najnesrečnejši je krivičnež, ki ni bil za svoja zla dejanja nikoli kaznovan. Za Polosa so tisti, ki ravnajo krivično in uidejo pravici srečna, kar je najbrž tudi mnenje večine ljudi. A Sokrat kot Platonov lik filozofa razmišlja drugače. Polos ponovno ugovarja s slikovitim primerom mučenja uzurpator, ki mu spodleti, ko si poskuša s krivičnim dejanjem pridobiti oblast. Naj mar potem njegovo torturo in muke, ki jih prestaja, smatramo za njegovo srečo? Srečen bi bil, pravi Polos, če bi mu uspelo kot tiranu. Sokrat ostaja neomajen: krivičnež, ki ga ne doleti pravična kazen je nesrečnejši od tistega, ki ga doleti. Stališče, ki je Polosu predvsem v posmeh. V nadaljevanju uspe Sokrat uspe prepričati Polosa vsaj v strinjanje glede osnovnih premis, ki vodijo v sklep, da je nekaznovani krivičnež najnesrečnejši. Kot primer uporabi bolezen in zdravje telesa. Krivičnost je bolezen duše, pravičnost pa naredi ljudi premišljene in jih ozdravlja pokvarjenosti. Polosova strinjanja je potrebno vzeti s Sokratom s pridržki, ker na nekaterih delnih zaključkih odgovarja z »Kaže tako« ali pa »Verjetno«. Očitno je, da ga je Sokrat s svojo dialektiko speljal na led in da Sokratu Polos v spodbijanju ni več kos. Sklepne besede o nujnosti, da vsakega krivičneža doleti pravična kazen, Sokrat naveže na govorništvo, ki bi moralo usmerjati k temu cilju.

## Kaliklesov nastop (481b - 505d)
Vključitev Kaliklesa v razpravo predstavlja vrhunec dialoga. Če je na začetku Sokrat še razmeroma spoštljiv do starejšega Gorgija, ki zagovarja, da se govorništvo poučuje v pravično rabo, je Kalikles predstavnik mlajše sofistike, ki zavrne vsakršno sklicevanje na še prisotne vrednote starejše sofistike. Edina pravica, ki je za Kaliklesa pomembna je pravica močnejšega. V kolikor gre za umišljeno osebo, gre za enega najzanimivejših in dinamičnih Platonovih likov iz celotnega njegovega opusa, ki je kot samostojno ustvarjen lik s svojo lastno filozofsko avtonomijo vplival na kasnejše filozofe (Machiavelli, Nietzsche, Adorno) in tudi moderno politično misel. Kalikles predstavlja v dialogu radikalen preobrat: ne zavrne samo Sokrata, pač pa tudi predhodna sogovorca Gorgijo in Polosa. 

### Pravica močnejšega (481b - 484c)
Kalikles očita Sokratu, da človeško življenje postavlja na glavo s tem, ko trdi nekaj, s čimer se večina ljudi ne strinja. Sokrat se mu zdi kakor slaba šala: s tem ko trdi, da je izmakniti se krivici najslabša stvar, ni samo proti mnenju večine, pač pa sebe postavlja v poseben položaj razsodnika o pravičnem in krivičnem. Tudi Gorgiju in Polosu ne ostane dolžan in jima očita, da sta govorila lepše o pravični rabi govorništva ter navezavi na nesrečo krivičnega tirana, ker si nista upala povedati, kar sta si mislila in sta raje pristala na prislilno strinjanje s Sokratom, kot pa da bi govorila proti občutju ljudi, ki črtijo tiste, ki se brezsramno izražajo o pravičnih stvareh. Kalikles zagovarja moralo močnejšega proti šibkejšemu: Sokratovo razmišljanje ni nič drugega kot lastno sužnju, ki je edino zmožen trpeti krivico. Ne samo proti Sokratu, Kalikles prezira tudi množice: zakone postavljajo ljudje, ki so šibkejši in poskušajo zatreti močnejše. Slabotnejši zmagujejo zgolj zato, ker so v večini, kar je po Kaliklesu v nasprotju z naravo: narava nagrajuje močnejše, ki se jim podrejejo šibkejši. Toda pri človeku je z zakoni in postavo urejeno tako, da imajo šibkejši premoč nad močnejšimi. Voljo močnejšega so šibkejši poimenovali "krivica" in "grdo". Močnejše posameznike so šibkejši uklonili z vzgojo in zakonodajo. Samozatajevanje, strahopetnost, sramotenje strasti in vse, kar je proti naravi, so šibkejši oklicali za vrlino, močne pa obtožili samopašnosti, razuzdanosti in tiranije.

### Phýsis in nómos
V Kaliklesovem delu razprave je vseskozi prisotna napetost med naravo (phýsis, φύσις) in zakonom (nómos, νόμος). Kalikles v soglasju s sofistiko dokazuje, da obstaja med naravnim in družbenim konflikt. Družba z zakoni omeji močne posameznike, ki z avtonomno voljo udejanjajo svoje instinkte na škodo šibkejše večine. Zakoni, običaji in ustanove, ki se razlikujejo od polisa do polisa, niso utemeljeni v naravnem bistvu človeka in družbe, pač pa so ustvarjeni, da osvobodijo človeka od naravnega stanja in ga vzgojijo v politično bitje. Za Sokrata velja nasprotno: med naravnim in družbenim obstaja soglasje. Platon s Sokratom vpeljuje radikalno drugačno interpretacijo narave (phýsis) in zakona (nómos). Narava je tisto, kar ustvarja polje etičnega subjekta in njegovo avtonomnost, da se pri odločanju vedno odloči za tisto, kar je najboljše, tj. najbolj pravično. Narava pri Sokratu/Platonu je utemeljena na načelu pravičnosti, zakoni (množina nómoi) so zgolj dopolnitev k etičnemu delovanju človeka. 
Da povzamemo izhodišča, ki jih v tem delu razgovora Kaliklesa s Sokratom zagovarjata glavna protagonista: 
- Kalikles je proti zakonom večine, ker meni, da zatirajo naravo močnejših, ki so hkrati najboljši;
- Kalikles je proti Sokratu, ker Sokratu očita, da s tem, ko filozofira, živi proti svoji pravi naravi, proti strastem;
- Sokratov odnos do zakonov večine je ambivalenten: spoštuje zakone večine (polisa), a živi po doživljanju svojega notranjega glasu, daimoniona, ki ni nujno v sozvočju z glasom večine[54];
- Sokratov odnos do Kaliklesa je odklonilen: ne živi po naravi najmočnejši, temveč najpravičnejši. Slednji živi tudi v soskladju z zakoni.

### Zgrešenost filozofije (484c - 486d)
Kalikles nameni Sokratu trpko bodico, da je prestar za ukvarjanje s filozofijo in da je zamudil najboljše v življenju. Najboljša leta za ukvarjanje s filozofijo so, pravi Kalikles, v mladosti. Če pa se s filozofijo kdo ukvarja dlje, kot je to potrebno, je to zanj pogubno, saj zamuja tako javno udeležbo v političnem udejstvovanju v polisu  kot zasebno v zadovoljevanju čutnih užitkov in poželenj. Filozof postane v neizkušenosti posmeh drugim v polisu, sam o sebi pa meni, da je boljši kot drugi. Filozofija pri mladeničih je lahko znak plemenite vzgoje, pri starcih, kot je Sokrat, pa znak neotesanosti. Kalikles napoveduje Sokratovo usodo: v primeru, da bo Sokrat kdaj stopil pred sodišče zaradi obtožb krivičnega in ničvrednega tožnika, ki bo zanj zahteval smrtno kazen, se ne bo znal braniti, ker se je vse življenje zamudil z nepraktično filozofijo. Sokratu svetuje naj opusti ukvarjanje s filozofijo, ki ni nič drugega kot prazno govoričenje.

### Kaliklesova filozofija uživanja (468d - 500e)
Po daljšem Kaliklesovem govoru, ki je za nasprotnike filozofije pri Platonu izrazito dolg, Sokrat ironično prepozna v Kaliklesu Hermesov dar, tj. nepričakovano srečno najdbo, božji dar. Ceni namreč Kaliklesovo odkritost in neposrednost, ki je Gorgija in Polos zaradi sramežljivosti nista bila zmožna pokazati, hkrati pa ga poziva Kaliklesa, naj mu bo za vodnika, saj se sam ne moti po svoji volji, pač pa iz svoje nevednosti. Sokratove besedne igre Kaliklesa ne zmedejo. Svoje stališče o pravici do vladavine močnih posameznikov na Sokratovo izzivalno dialektično manevriranje dopolni z "najrazumnejšimi" in "najpogumnejšimi". Najrazumnejši v opravilih, ki zadevajo polis in najpogumnejši, da s s svojo močjo ubranijo nasprotnikov in jim vladajo. Na Sokratovo vprašanje, kako ti najmočnejši, ki naj po Kaliklesu vladajo polisom, vladajo sami nad seboj, Kalikles odgovorja, da najmočnejši vlada drugim, ne pa samemu sebi. Svojim strastem mora vladar pustiti prosto pot in jih mora znati voditi s svojo razumnostjo in pogumom, da si brez sramu, ki je domena množic, upa največ in je pripravljen v polnosti udejanjiti svoje užitke, strasti in svobodo na škodo drugih. Sokrat ga pohvali, ker brez ovinkarjenja trdi tisto, kar si drugi zgolj mislijo, a jih je sram izreči. Sokrat mu oporeka s prispodobo o preluknjanem sodu, ki pravi, da je človek, ki ga obvladujejo strasti in jih hoče potešiti, kakor preluknjan sod, ki se ga ne da napolniti. Proti tistemu, ki ima polne in čvrste sode, bi se človek s preluknjanimi sodi zdel nesrečen, saj jih kljub vsemu trudu nikakor ne bi mogel napolniti. A Kaliklesa Sokrat s to prispodobo ne prepriča: tisti, ki ima polne sode, nima nobenih strasti več in je njegovo življenje vredno toliko kot življenje kamna. 
Kaliklesova filozofija uživanja je preprosta: pomembno je uživati v življenju in se izogibati bolečinam. A v Sokratovi naravi je, da postavlja ironična vprašanja o naravi uživanja, ki se Kaliklesu seveda zdijo abotna in po njegovem nimajo nobene zveze z vladarji, ki jih pri vladanju vodijo strasti. Pri 497b pride dialog na najnižjo raven, zato intervenira Gorgija, ki malo umiri Kaliklesa. Na Gorgijevo željo nato Kalikles nadaljuje z odgovarjanjem Sokratu, čeprav je očitno, da je strinjanje med njima nemogoče. Sokrat na sofistični način zvaja pomen posameznih besed in jim daje povsem novo pomensko vsebino, s katero pa se Kalikles ne more strinjati. Ob branju dialoga se na besedni ravni zato zdi, da se Kalikles mestoma strinja s Sokratom, ko mu pritrjuje, a na več mestih nas Platon ustavi ob Kaliklesovem smešenju Sokrata, ki mu očita nezrelost. Na ravni besed poteka v dialogu navidezno strinjanje. Kaliklesova etika izhaja iz moralnega relativizma, ki zagovarja popolno relativnost moralnih norm. Če parafraziramo Protagoro, za Kaliklesa velja, da je edino merilo stvari močnejši človek.

### Navezava na govorništvo (500e - 505d)
Kalikles se je v vsem pripravljen strinjati s Sokratom, le da bi čim prej zaključil z razpravo . Sokrat naveže razpravo o užitkih na razpravi z Gorgijo in Polosom o govorništvu kot obliki prilizovanja, ki poskuša z nagovarjanjem ugajati ljudstvu. Namesto da bi govorniki ljudstvu ugajali, bi jih morali učiti, kako naj postanejo boljši, tj. pravičnejši. Resnično govorništvo si prizadeva doseči, da bi bile duše prebivalcev polisa čim boljše, pravične in premišljene. Kaliles se z vsem strinja, čeprav je popolnoma indeferenten do Sokratovih stališč.

## Sokratov monolog (505d - 523a)
Kalikles zavrne nadaljevanje razprave ter poziva Sokrata, da sam nadaljuje z razpravo, če jo hoče končati. Sokrat in Gorgija se s tem strinjata, vseeno pa od Kaliklesa in drugih zahteva pozornost, da ga popravijo, če se bo motil. V nadaljevanju poskuša utemeljiti resnično govorništvo kot plemenito dejavnost, ki krepi v vrlinah pravičnosti in pobožnosti in mestoma poudari že znane vsebine razgovorov s predhodniki o nesreči nekaznovanih in prenašanju krivic. Ameriški filozof Robert Nozick v eseju »Sokratove uganke« (Socratic Puzzles) opozori na pomembno razhajanje med Sokratovo pregovorno nevednostjo in njegovim zaupanjem v trditve, da je nekaznovani krivičnež nesrečnejši od kaznovanega, in da je veliko grše krivico prizadejati, kot pa jo trpeti. Vztrajanje na trdnih moralnih stališčih Sokrata postavlja nasproti relativistični sofistiki. Govorništvo bi moralo v javnem življenju učiti po zgledu pravičnosti, da bi bili prebivalci polisa čim boljši. Ta naloga pa je v Atenah spodletela tudi največjim politikom, Perikleju, Kimonu, Miltiadu, Temistokleju, ki so kljub vojaškim uspehom in družbeni blaginji pozneje doživljali mučna demagoška preganjanja s strani njihovih političnih nasprotnikov. Kot resnično vrli vladarji bi si morali od prebivalcev Aten pridobiti spoštovanje, kljub temu da niso ravnali krivično. 
Govornik bi moral zato z Atenci ravnati kakor zdravnik: ne bi jih smel razvajati s sladkimi besedami, ampak jih javno opominjati na njihova krivična dejanja z namenom, da se njihova duša poboljša. Zbrani publiki Sokrat najavlja svojo usodo: prej med te, ki se prilizujejo, se sam prišteva med zdravnike, ki poskušajo ozdraviti duše Atencev. Ne boji se, da bo v sodbi, če bo do nje prišlo, obsojen na smrt, ker se ne bo znal braniti z govorništvom. To bi bilo zanj strahopetno, če bi se v najtežjih preizkušnjah zatekal v govorništvo. Premišljeno in pogumno je, če Atence tudi v najtežjih preizkušnjah ne neha opominjati na to, kar je najboljše, da se izogibajo krivičnih dejanj.

## Mit o usodi duš (523a - 527e)
Sokrat konča dialog z zgodbo o posmrtnem bivanju, ki nagrajuje pravične in pobožne, kaznuje pa krivične in brezbožne.
Zgodba je mit (grško μυθος), toda za Sokrata ima status resničnega. 
V Kronosovi so bili pravični in pobožni posmrtno nagrajeni z bivanjem na 
Otokih blaženih, medtem ko so bili krivični in brezbožni vrženi v kraj pokore in kazni, Tartar. Toda ker so sodniki sodili še živim ljudem tik pred smrtjo, so dobivali zgrešene sodbe, saj so na Otoke blaženih prihajali ljudje, ki so zavedli sodnike s svojimi olepšanimi telesi in lepimi oblačili, a so bili pokvarjeni v dušah. Zevs je rešil problem tako, da so trije sodniki Minos, Radamantis in Ajak sodili ne več še živim ljudem, pač pa golim dušam prostih teles in brez vsega zemeljskega okrasja. Kakor tik po smrti ohrani svoje poteze in brazgotine življenja, jih podobno ohrani duša, le da so njene brazgotine krivična dejanja, ki jih je storila drugim. Omenjeni sodniki pregledajo vsako dušo posebej, ne da bi vedeli, kateremu telesu pripada, in če kateri od njih zaloti dušo, polno krivičnih dejanj, razuzdanosti,ipd., jo da pri priči odvesti v ječo v Tartar. Tam obstajata dve kategoriji krivičnih duš: prve, ki je mogoče izboljšati s kaznijo, in druge, nepoboljšljive, ki nimajo od kazni nobene koristi več, da bi se poboljšali, je pa njihovo trpljenje v Hadu, svarilni zgled za še poboljšljive. Med slednje, nepoboljšljive, sodijo najprej tirani, ki so za časa vladanja storili neizmerne krivice. Dušo filozofa, ki pa je živela pravično, sodniki občudujejo in jo napotijo na Otoke blaženih.   
Sokrat izzove molčeče Gorgijo, Polosa in Kaliklesa, naj dokažejo, da je treba živeti na drug način, kot se kaže v tem mitu. Dialog se zaključi z jalovo spobudo Kaliklesu, naj se mu pridruži na poti pravičnosti in zavrže svoj nauk, da ne bo obstal presenečen ob dnevu svoje smrti.

## Vplivi Platonovega Gorgija
Dialog Gorgija je kakor ostali Platonovi dialogi, v katerih so osebe dialoga znani sofisti, obsodba sofistike kot profesionalne veščine in govorništva, ki so ga sofisti proučevali. Do sofistov je neprizanesljiv, a hkrati predstavljajo Platonova besedila ključni vir sofistike, od začetnika Protagore, ki je en redkih sofistov s filozofskim zanimanjem, preko popolnoma retoričnega Gorgije do drznih sofistov mlajše generacije, Kaliklesa in Trazimaha, o katerih ne priča noben zanesljiv zgodovinski vir. Toda gotovo so bile ideje Kaliklesa in Trazimaha, sofistov, ki dajeta močnejšim pravico, da zatirajo šibkejše, v tistem času aktualne.
Nemški filozof Friedrich Wilhelm Nietzsche je radikalni kritik Platonove filozofije in Sokrata kot Platonovega lika, ki pooseblja filozofa. Nasproti Platonu hvali sofistiko kot tisto kulturo, ki ohranja stik z realnostjo. Lik Kaliklesa je gotovo prepoznavno vplival na Nietzscheja. Nietzsche tako kot Kalikles obsoja čredo, ki si združena podredi močne z moralo, običaji in zakoni.
Prvi prevod odlomkov iz Gorgije smo Slovenci dobili z izdajo Predsokratikov leta 1946. Prevajalec in filolog Anton Sovre je v širši sklop izdaje uvrstil Kaliklesov uvodni in najdaljši odgovor Sokratu. Leta 1960 je izšel celoten Sovretov prevod Platonovega Gorgije v izdaji založbe Slovenska matica skupaj z dialogom Simpozij. Leta 2004 je izšel pri Mohorjevi družbi celoten prevod  Corpus platonicum izpod peresa prevajalca, filologa in filozofa Gorazda Kocijančiča. Prevajalec je dialogu dodal vsebinsko razumevanje dialoga (spodbude), ki se širše vklaplja v celoten Platonov opus. 
Dialog Gorgija ostaja aktualen z vidika konflikta med dvema sistemoma vrednot, ki jih slovenski filozof Boris Šinigoj razdeli na prvi Kaliklesov proti-etični sistem, ki raje tepe šibkejše, in na temu zoperstavljeno Sokratovo etiko, ki je raje tepena, kot pa da sama pretepa šibkejše.